# Königsbergi dóm
A königsbergi dóm (oroszul: Кафедральный собор в Калининграде – Kafedralnij szobor v Kalinyingráde, vagy Кёнигсбергский собор – Kjonigszbergszkij szobor; németül Königsberger Dom, hivatalosan Szűz Mária- és Szent Adalbert-dómtemplom, oroszul Домский собор Богоматери и Святого Адальберта – Domszkij szobor Bogomatyeri i Szvjatogo Adalbjerta) az oroszországi Kalinyingrád központjában található, a Prégel folyó által körbeölelt Kneiphof (ma Kant) szigeten fekvő téglagótikus stílusban épült orosz kulturális örökségi helyszín. Az egykori templom a II. világháborúban és az azt követő szovjet időszakban szinte teljesen elpusztított hajdani kelet-poroszországi főváros, Königsberg egyetlen a mai napig is fennmaradt jelentősebb építészeti emléke. 
A Szűz Máriának és Szent Adalbentnek szentelt templom a Német Lovagrend által a poroszoktól elfoglalt területen alapított Szambiai (vagy Szamlandi) hercegpüspökség székhelyéül épült 1330 és 1360 között. A protestáns Porosz Hercegség megalapítása után a lutheránus königsbergi Albertina Egyetem egyetemi templomaként működött. A templom északi falánál áll Immanuel Kant mauzóleuma. A Königsberget 1944-ben ért brit bombatámadásban kiégett templom romjait csak a Szovjetunió felbomlása után építették újjá. Rekonstrukcíója óta az épületet kiállítások és koncertek rendezésére használják, csupán oldalkápolnáiban tartanak lutheránus és orthodox istentiszteleteket. 

## Története

### A kezdetektől a reformációig
A későbbi Königsberget alkotó egykoron független Altstadt városában a Szambiai hercegpüspökség (németül Fürstbistum Samland) számára már 1297 és 1302 között épült egy szerény méretű katolikus katedrális. Egy impozánsabb templom építésének szüksége miatt a Német Lovagrend nagymestere, Werner von Orseln 1327-ben Johann Clare hercegpüspök rendelkezésére bocsájtotta a Kneiphof sziget keleti felét. Az építkezés megkezdése előtt a mocsaras területet tölgyfacölöpök ezreivel kellett beépíthetővé tenni. A korábbi altstadti katedrálist elbontották, építőelemei az új templom építéséhez lettek felhasználva.  
1330-ban végül megindult egy vastag falú, védelmi rendszerrel kiegészített erődtemplom építése, amit azonban a saját várának, az Altstadt felett trónoló königsbergi vár közelsége miatt a Német Lovagrend nem nézett jó szemmel. Az emiatt az építkezés beszüntetésére kényszerített hercegpüspök 1333. szeptember 13-án egy szerződés aláírására is kényszerült, melyben garantálta Lotár braunschweigi hercegnek, a lovagrend nagymesterének, hogy az építendő templom nem fog ellátni semminemű védelmi és hadászati funkciót. A történetírás ezen dátumot tekinti a dóm építésének kezdeteként. A dóm építésével egyidőben kezdődött meg a hamar nagy jelentőségre szert tevő Dómiskola (németül Domschule) építése is a Kneiphof sziget északi felén. A középkorban igen rövidnek számító 50 éves építési idő elteltével a dómot 1380-ban szentelték fel. 

1440 körül az addigi háromhajós, famennyezetes épületet 12 csillagboltozattal fedett gótikus csarnoktemplommá építették át. A nyugati főhomlokzatot ekkorra már két csúcsos torony fogta közre, melyek közül az északi 1544-ben leégett. A gótikus kórus egyik felét a klérus, másikat a lovagrendi tagok számára tartották fenn.

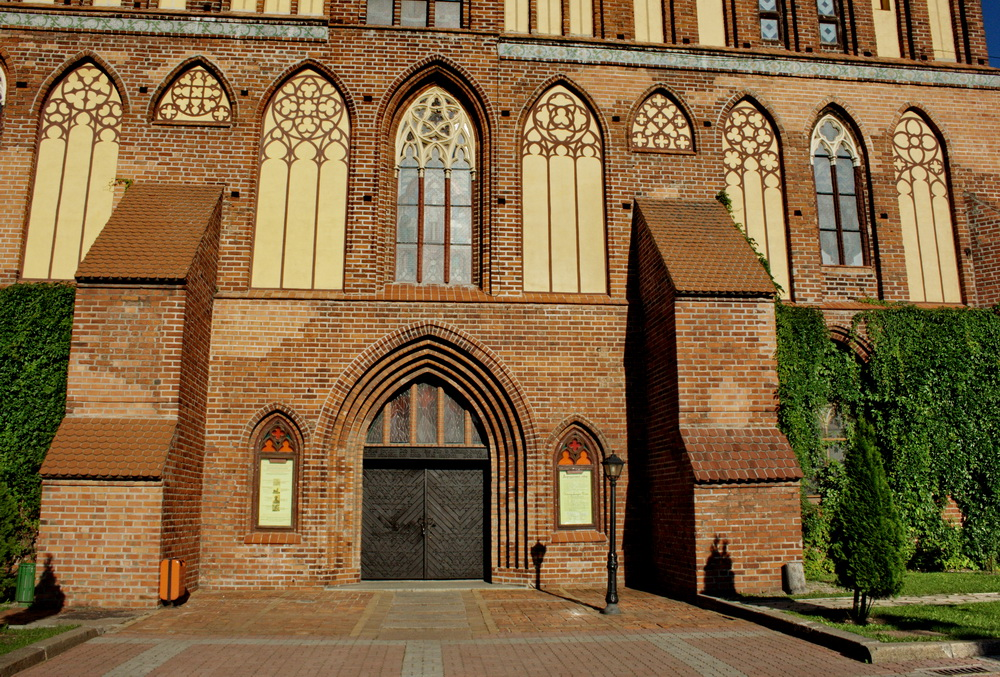
A gótikus főkapu
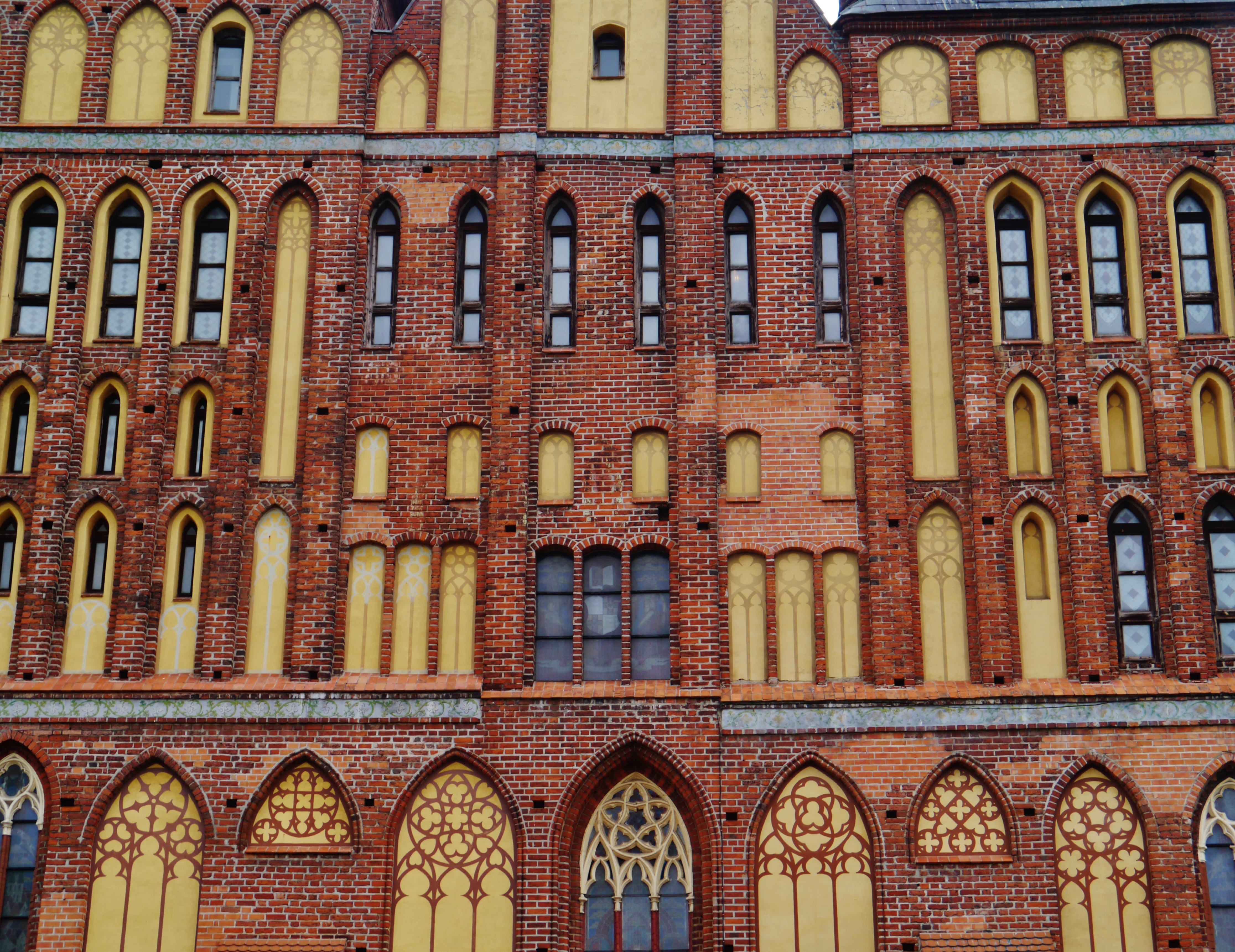
A nyugati homlokzat (Westwerk) részlete
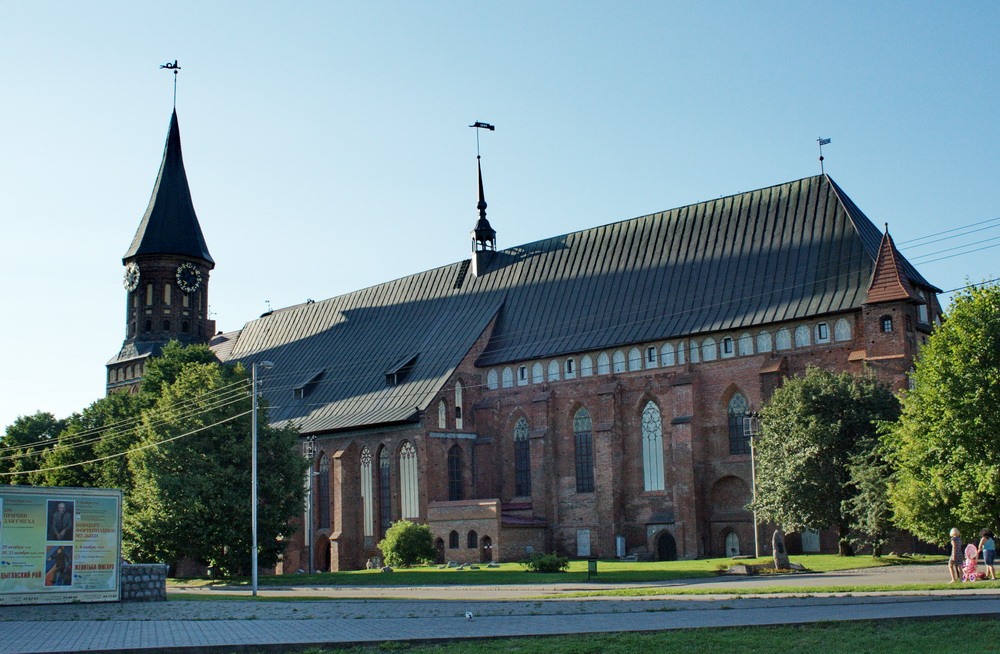
A déli homlokzat
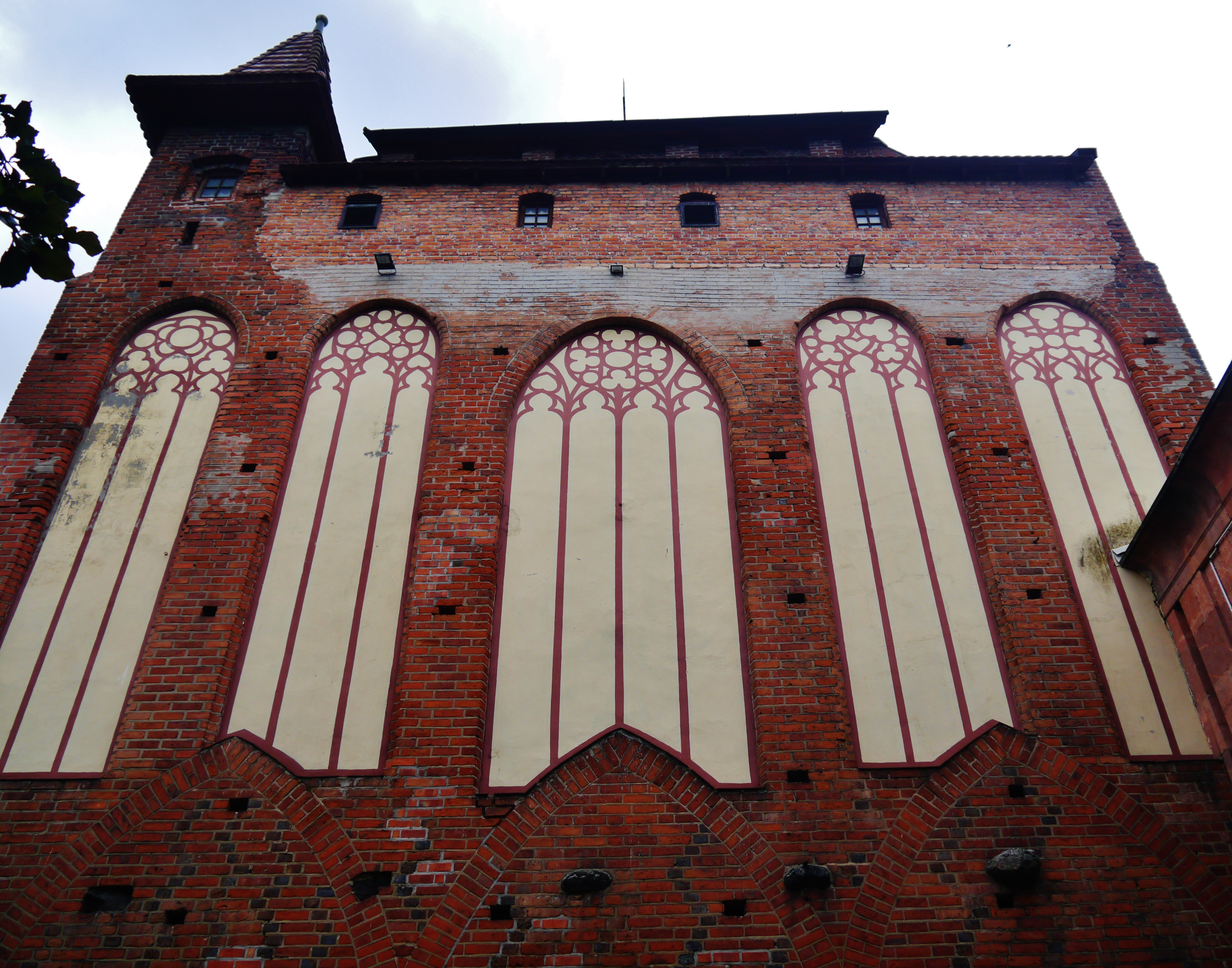
A keleti homlokzat
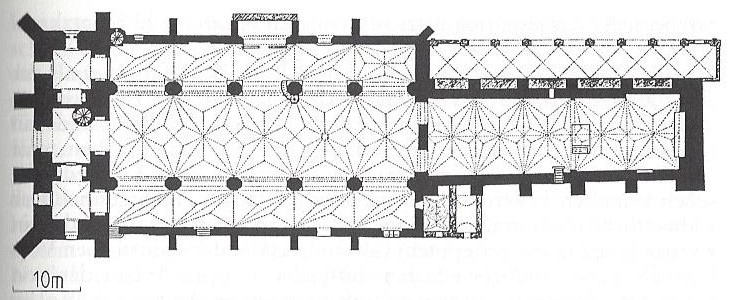
Alaprajz

### A reformációtól a II. világháborúig
Az 1230 óta fennálló, a rimini aranybulla értelmében a Német-római Birodalomtól független német lovagrendi állám 37. nagymestere, Brandenburgi Albert (teljes nevén Albrecht von Hohenzollern am Brandenburg-Ansbach) Luther Márton reformátor és az ő tanait hirdető Andreas Osiander teológus hatására felvette a protestáns hitet. Saját ambíciói illetve a környező északnémet, skandináv és balti területeken is terjedő reformáció hatására Albert 1525-ben a lovagrend egyházi birtokait szekularizálta és protestáns világi államot hozott létre Porosz Hercegség néven, amely továbbra is a lengyel király névleges hatalma alatt állt. Az így létrejött dinasztikus állam az első hivatalosan is lutheránus hitre tért német államá vált. 
A königsbergi dómban már 1523. szeptember 23-án Johann Briessmann teológus és reformátor megtartotta első evangélikus prédikációját. Az 1525-es szekularizációval és az új evangélikus egyházi rend bevezetésével a székesegyház ugyan elvesztette káptalanját, ugyanakkor továbbra is a szambiai egyházmegye első temploma maradt. A folytonosság a dóm uralkodói temetkezőhelyként való használatában is megnyilvánult: 1525 előtt a Német Lovagrend nagymestereinek, valamint püspökök és nemesek temetkezési helyéül szolgáló templomot Albert herceg és családja, illetve a hercegség nemessége is temetkezési helyéül választotta. A 16. század második felében és a 17. század elején számos nemesi epitáfium került elhelyezésre a templom belső tereiben. Kint, a falak mentén lévő boltívek alatt, pedig az ún. „professzorok boltozata" (németül Professorengewölbe) került kialakításra, ahol a szomszédos egyetem kiemelkedő oktatói helyeztettek örök nyugalomra, köztük Immanuel Kant is.

A reformációval a dómban és közvetlen környezetében alakult ki Königsberg két fő szellemi intézménye: 1544-ben a székesegyház északi tőszomszédságában nyitotta meg kapuit az Albert herceg által alapított Albertina egyetem; a dóm déli tornyában pedig 1650-ben került elhelyezésre Martin von Wallenrodt kancellár 2000 kötetes könyvgyűjteménye. A Wallenrodt-könyvtár (németül Wallenrodtsche Bibliothek) gazdagon díszített helyiségeit 1673-ban nyitották meg a nagyközönség előtt. 

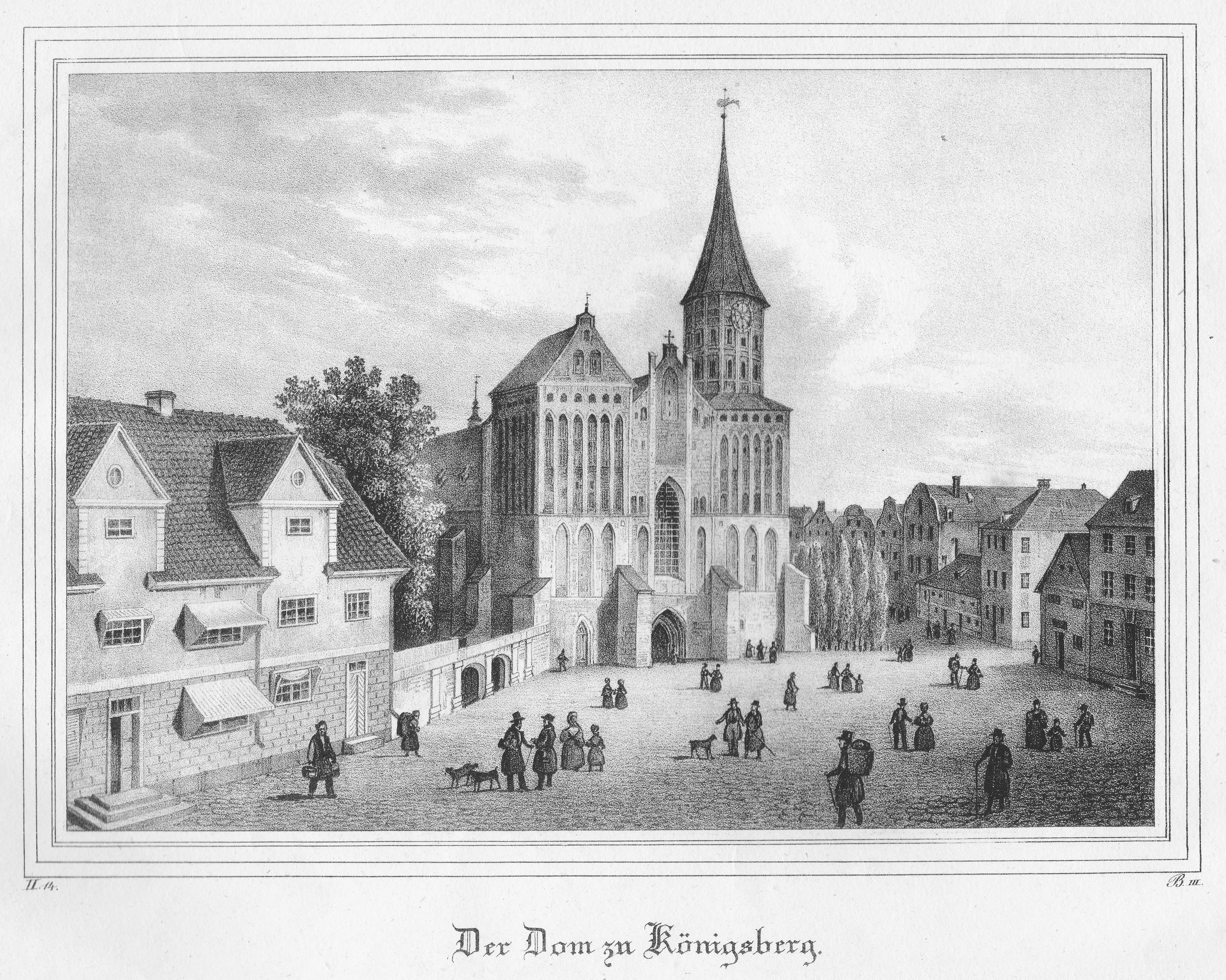
A dóm 1850 körül
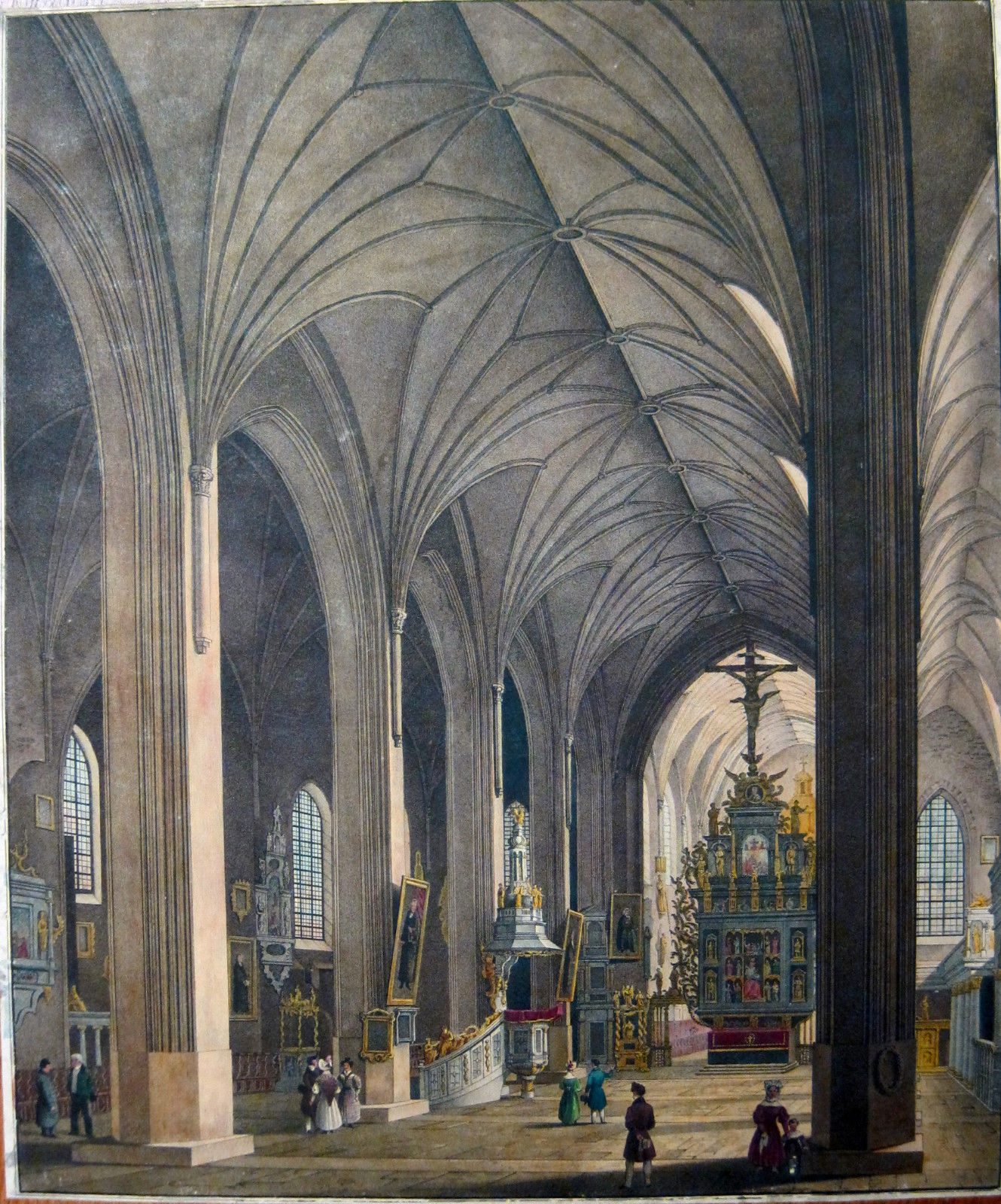
A belső tér egy 1861-es színezett rézmetszeten
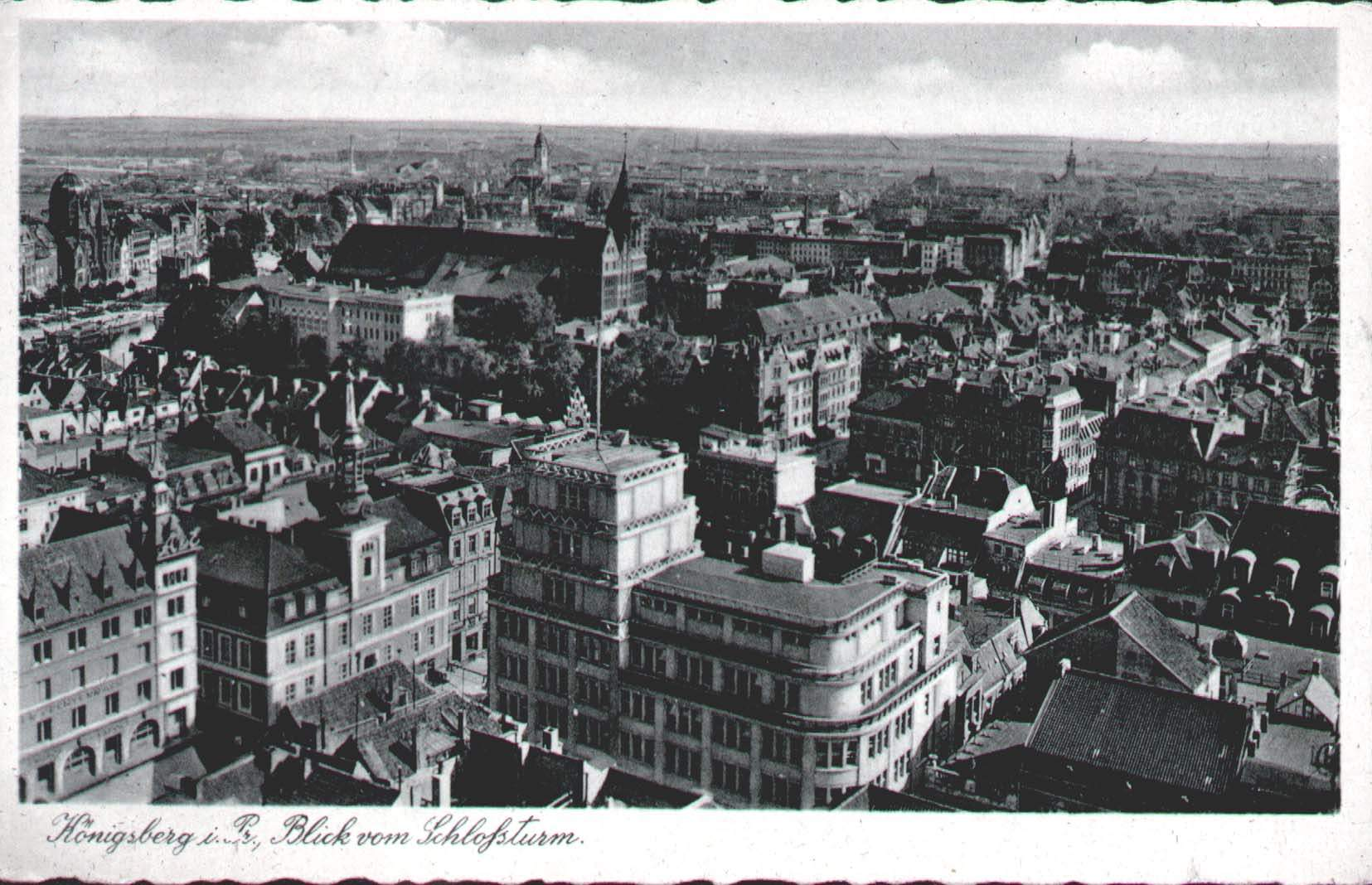
A dóm és a történelmi belváros a kastély tornyából
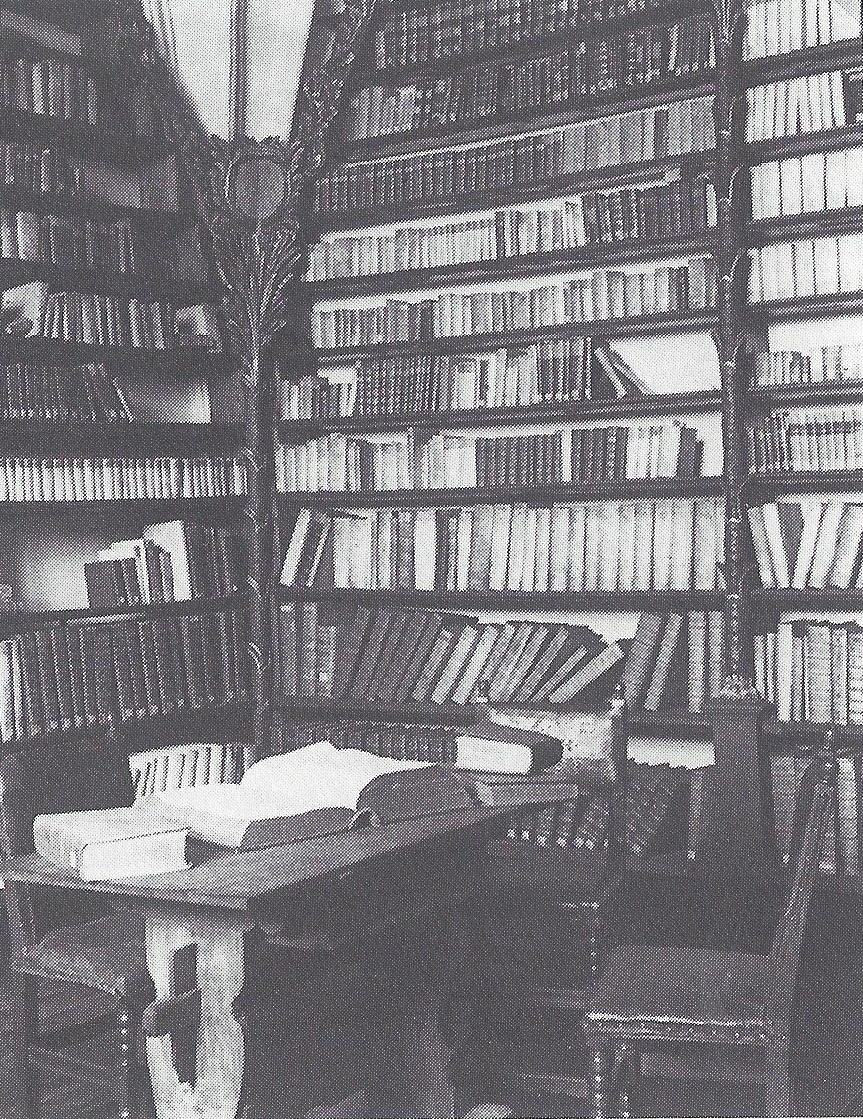
A Wallenrodt könyvtár

### II. világháború és a szovjet idők
A Brit Királyi Légierő 1944. augusztus 29-től 30-ig virradó éjszaka az addig elérhetetlennek hitt Königsberg ellen végrehajtott második légitámadásában a város történelmi magja, így a Kneiphof sziget is megsemmisült. Ugyan a dóm maga nem minősült célpontnak, a sűrűn beépített Kneiphofot ért bombázás és tűzvihar következtében a tetőszerkezet lángba borult, a boltozatok egy része beomlott, a falak összeomlottak. Egy túlélő beszámolója szerint a város náci vezetése megtiltotta a Kneiphof oltását, így a sziget lakosságának csaknem egésze odaveszett, épületállománya jórészt elpusztult. A légitámadás következtében teljesen leégett a dómban található Wallenrodt könyvtár, illetve a legtöbb nagymesteri és hercegi síremlék is részben vagy egészben elpusztult. 

A háború végeztével a romokban heverő Königsberg Kelet-Poroszország északi részével együtt a Szovjetunió részévé vált, a megmaradt német lakosság teljes egészét elűzték és helyükre szovjet lakosokat telepítettek. A város új szovjet vezetésnek sem eszközei, sem érdeke nem volt a székesegyház romjainak és más történelmi épületek helyreállításához. A háború előtti épületeket, így a kastélyt, az egyetemet, illetve a történelmi városmag egészét, amelyeket „a porosz militarizmus és fasizmus szimbólumának” és „az új szocialista város szégyenfoltjainak” tekintették, lebontották. A dóm romjai azonban az egykori Königsberg német múltjának szinte egyetlen jelentős emlékeként elkerülték a teljes pusztulást, az épület északnyugati sarkán álló Kant mauzóleum miatt az új városvezetés nem merte felrobbantani a romokat. 1960-ban a dóm romja kulturális műemléki státuszt kapott, ám ennek ellenére mind maga az épület, mind Kant sírja tovább pusztultak. 

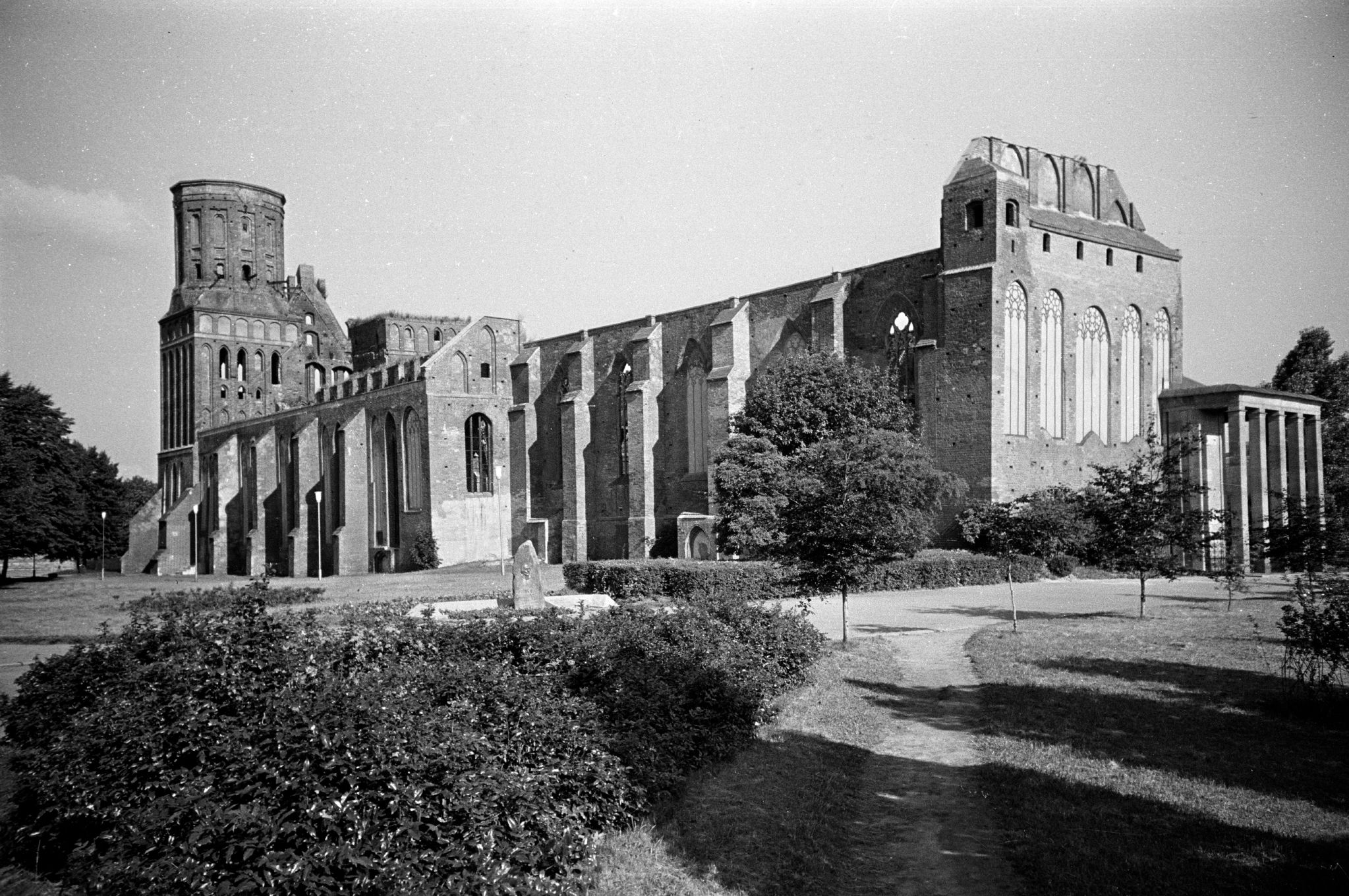
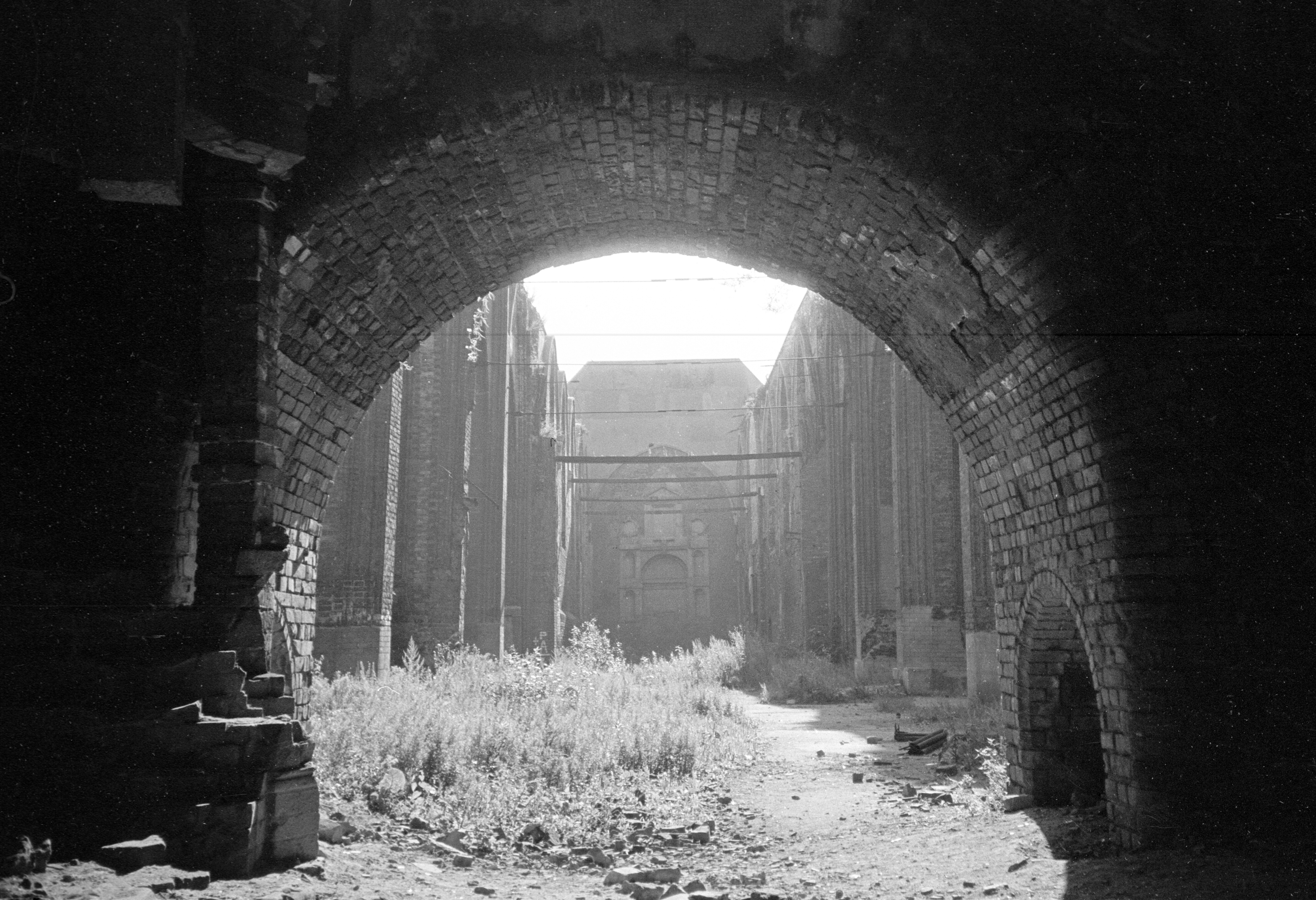
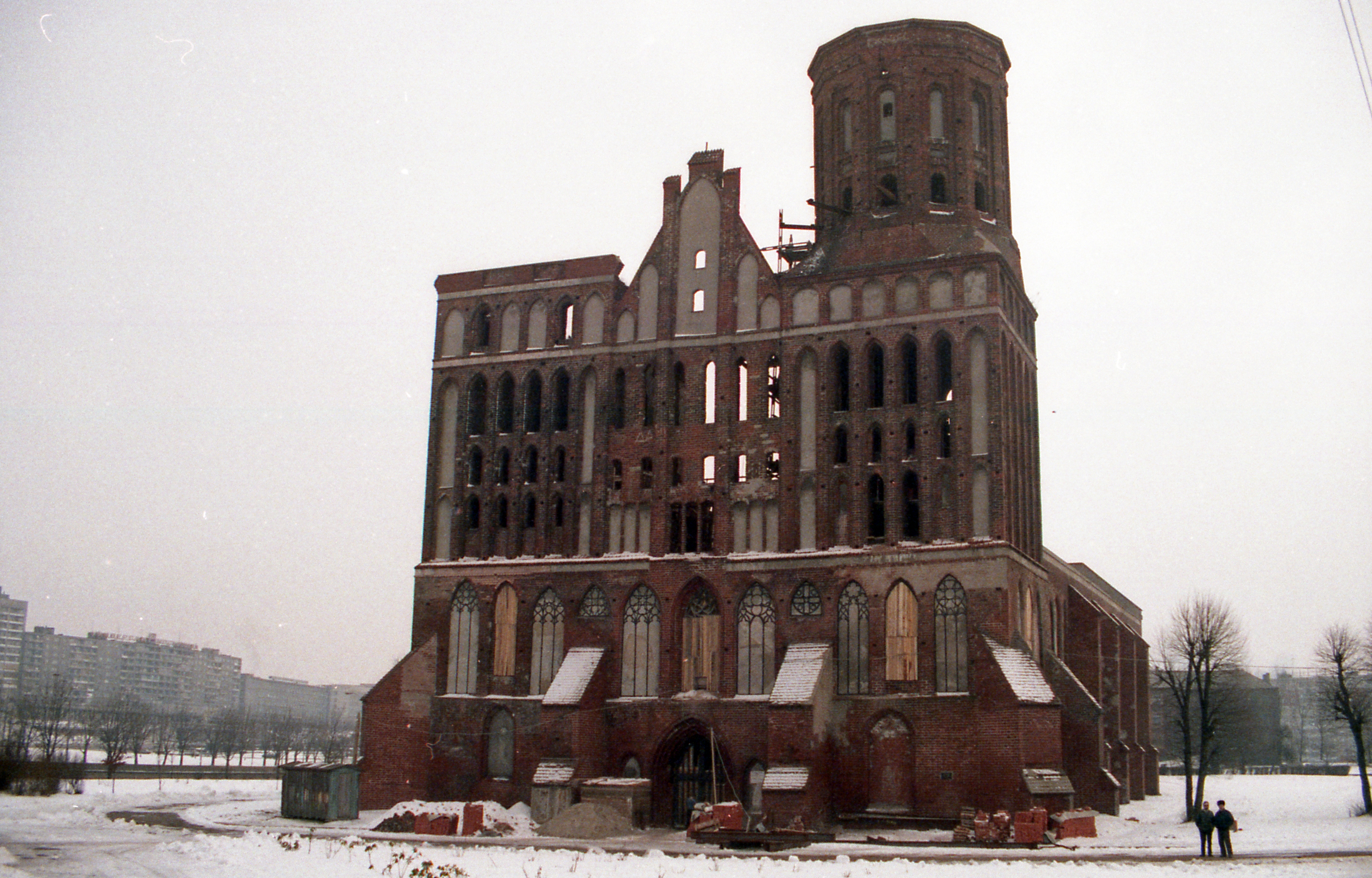
A dóm romjai 1993-ban
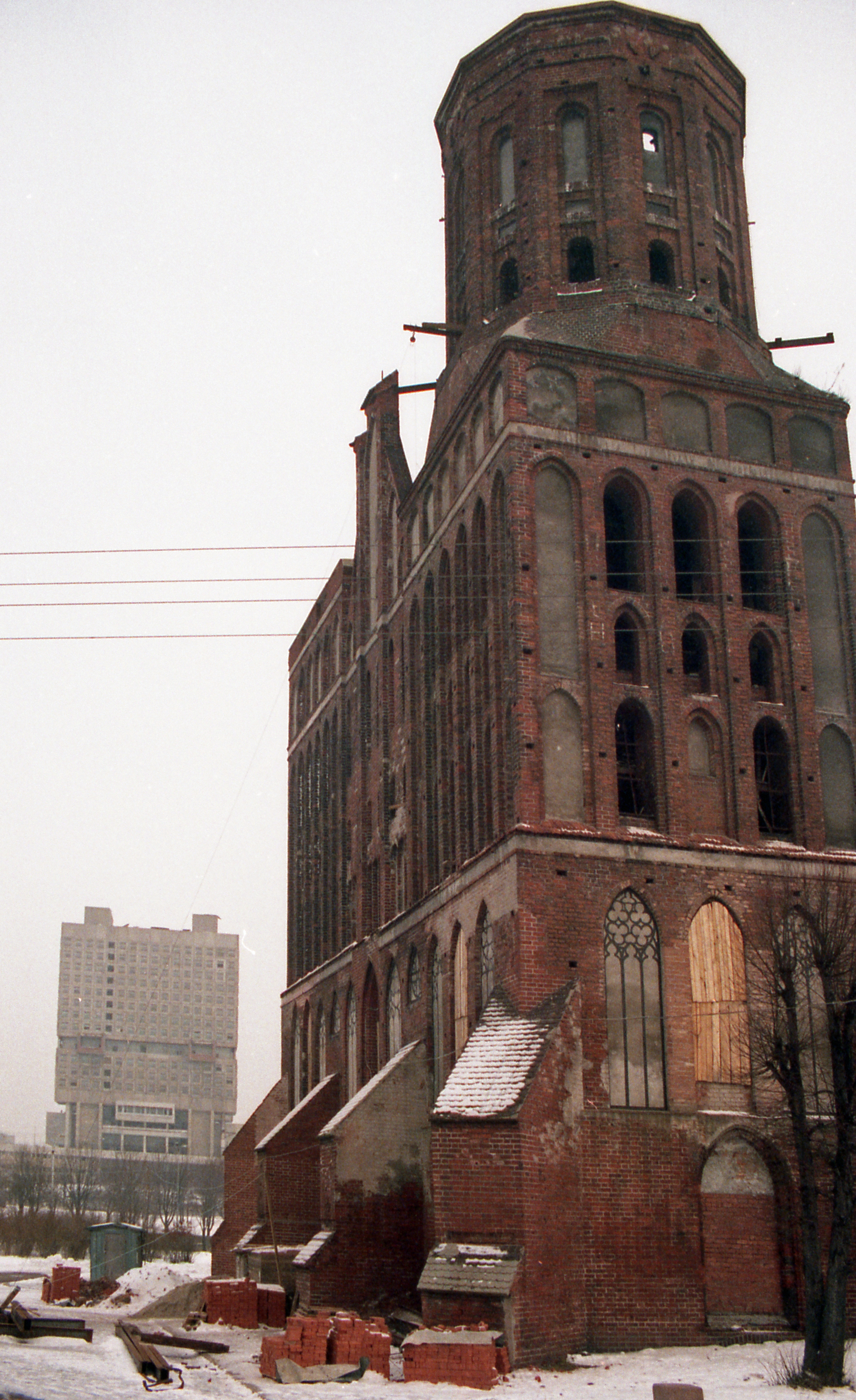
A dóm és a Szovjetek Háza

### Újjáépítés és mai funkciók
Már röviddel a Szovjetunió felbomlása előtt felmerült a dóm helyreállításának terve, amely 1992-ben meg is indult orosz állami illetve német magántőke bevonásával. Az állagmegóvási munkálatok után 1994 és 1996 között a fuldai Kézműves és Műemlékvédelmi Központ valamint az orosz Кафедральный Cобор – Kafedralnyij Szobor nevű cég vezetésével felújításra kerültek az épület megmaradt külső falai és Kant sírboltja, illetve újjáépült a tetőzet valamint a templom egykori belsőépítészeti elemeinek egy része, pl. az orgona, az üvegablakok és a Wallenrodt-könyvtar faragott polcai. 
1998-as megnyitása óta a dóm épületét kulturális és vallási célokra használják. A dóm gyakori színhelye komoly- és egyházzenei koncerteknek, egy-egy oldalkápolnájában rendszeresen tartanak lutheránus illetve ortodox istentiszteletet, keresztelőkápolnájában keresztelőket. A dóm fala közt működik egy dóm- és egy Kant-múzeum, a Wallenrodt könyvtár egy helyreállított terme látogatható. 
Kirill moszkvai pátriárka 2009 áprilisában Vlagyimir Putyin orosz miniszterelnöktől kérte a königsbergi dóm az orosz ortodox egyház számára történő adományozására. Ezt megelőzően a kalinyingrádi Ortodox Egyházmegye kérelmet nyújtott be a helyi közigazgatáshoz, hogy „a rendeltetésszerű felhasználás érdekében" birtokba vehesse a dóm épületét, beleértve annak kiegészítő épületeit is.

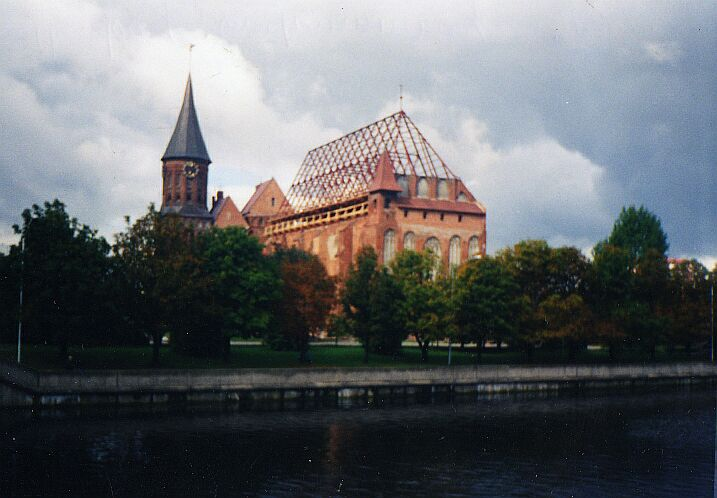
Az újjáépülő dóm 1997-ben
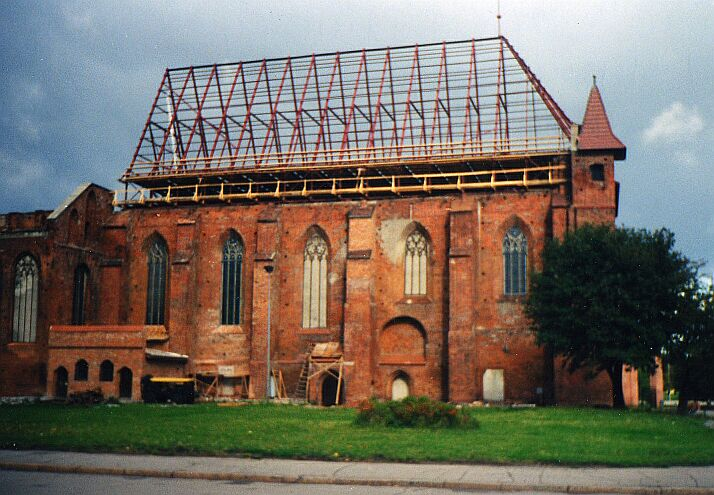
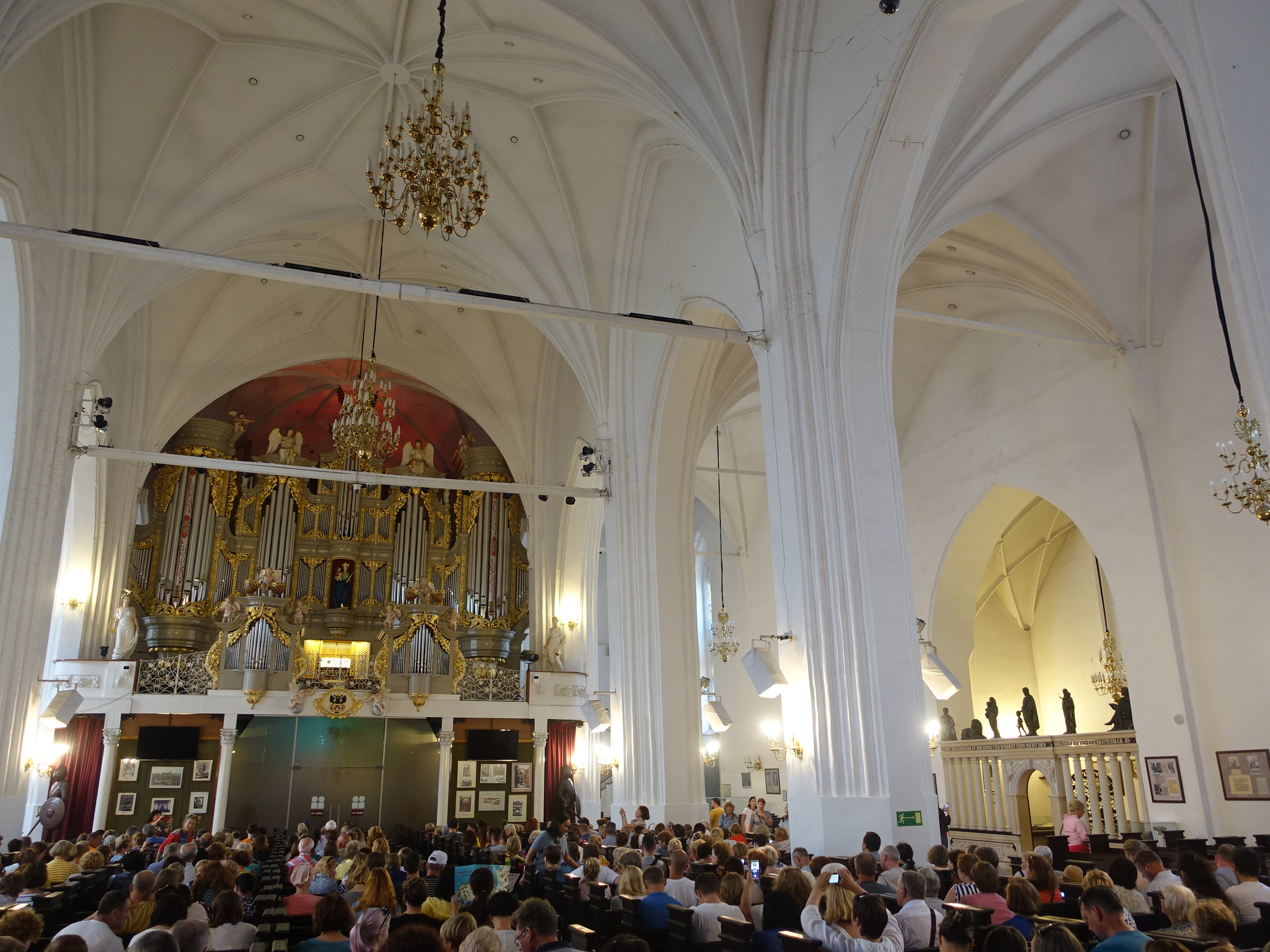
Koncert az újjáépített dómban
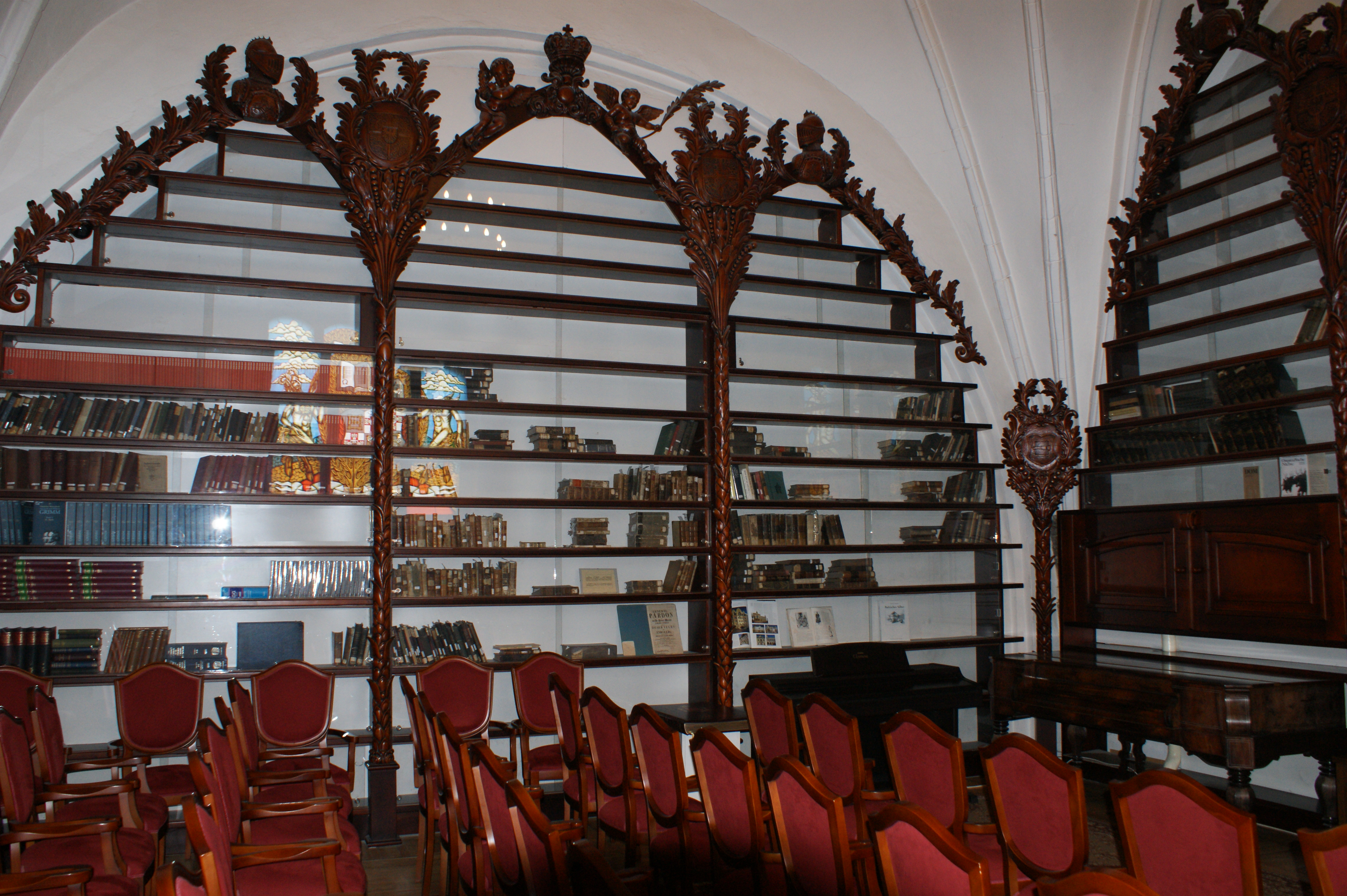
A helyreállított Wallenrodt könyvtár terme

## Belsőtér

### Hercegi kripta

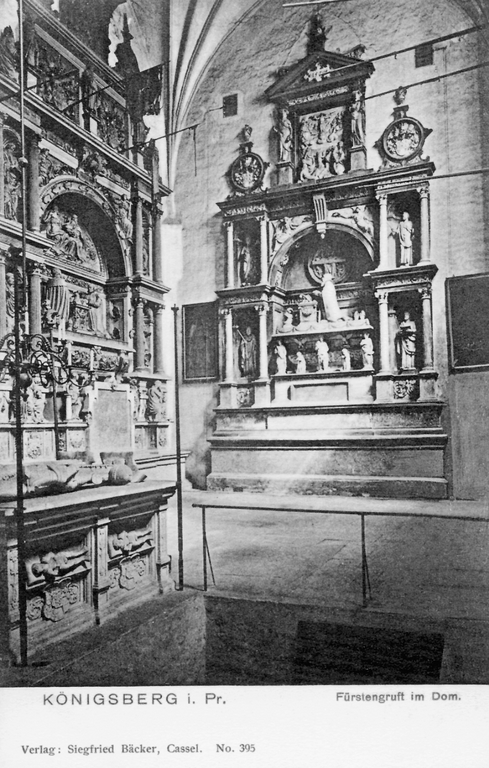
A háborúban elpusztult fejedelmi kripta

A dóm alatt található hercegi kriptában (németül Fürstengruft) található számos lovagrendi nagymester, püspök, nemes, illetve Albert herceg és közvetlen családjának síremlékei: 
- Heinrich Reuss von Plauen († 1470) – a Német Lovagrend nagymestere,
- Brandenburgi Albert († 1568) – a Német Lovagrend utolsó nagymestere, Poroszország első hercege,
- György-Vilmos († 1640) –  brandenburgi választófejedelem,
- Lujza Julianna oránia–nassaui hercegnő († 1644), I. Vilmos orániai herceg lánya, IV. Frigyes pfalzi választófejedelem özvegye.

A kripta legtöbb síremléke elpusztult vagy súlyos károkat szenvedett a II. világháború és az azt követő szovjet évtizedek alatt. A dóm folyamatban lévő belső helyreállításának keretein belül tervben van a kripta látogathatóvá tétele.

## Kant síremléke
Kant 1804-es halála után a dóm északi felén, az Albertina egyetem oktatóinak végső nyughelyéül szolgáló „professzorok boltozata" (németül Professorengewölbe) alatt helyezték örök nyugalomra. 1804-től 1880-ig Kant sírja a boltozatból átalakított ún. Stoa Kantiana előcsarnokának keleti végében, a dóm északkeleti sarkában lett kialakítva. Az egyszerű épületet 1880 alakították át egy lépcsős oromzatos, neogótikus kápolnává, mely a dóm téglagótikus formanyelvéhez igazodott. A zárt épületrész az idők folyamán hajléktalanok menedékhelyévé vált, a leromlott állapotú professzorok boltozatát a századfordulón le kellett bontani. 
A dóm 1904-1907 között zajló felújítása, valamint Kant halálának századik évfordulója során a városvezetés fontolóra vette a sír áthelyezését a templom belsejébe. Végül, 1924-ben, Kant születésének 200. évfordulóján a königsbergi Művészeti Akadémia építészprofesszorára, Friedrich Lahrs tervezésében a bauhaus és a lovagrendi gótika elemeit ötvöző kenotáfium épült az egykori neogót kápolna helyére. A fémrácsokkal övezett rochlitzi porfíros gránitból készült szabad oszlopok építésével lezárhatóvá vált a síremlék.

A II. világháború pusztításait átvészelő síremlék a dóm romjaival együtt nem jutott a régi Königsberg szinte valamennyi más nevezetességének sorsára, hisz a kommunista vezetés Kantot annak a Georg Wilhelm Friedrich Hegel elődjének tekintették, akinek filozófiája nagy hatással volt Karl Marx tanaira. A háború után újonnan betelepített kalinyingrádi lakosság körében kialakult a hagyomány, hogy a menyasszony és vőlegény esküvői ékszereit Kant sírjára helyezik.

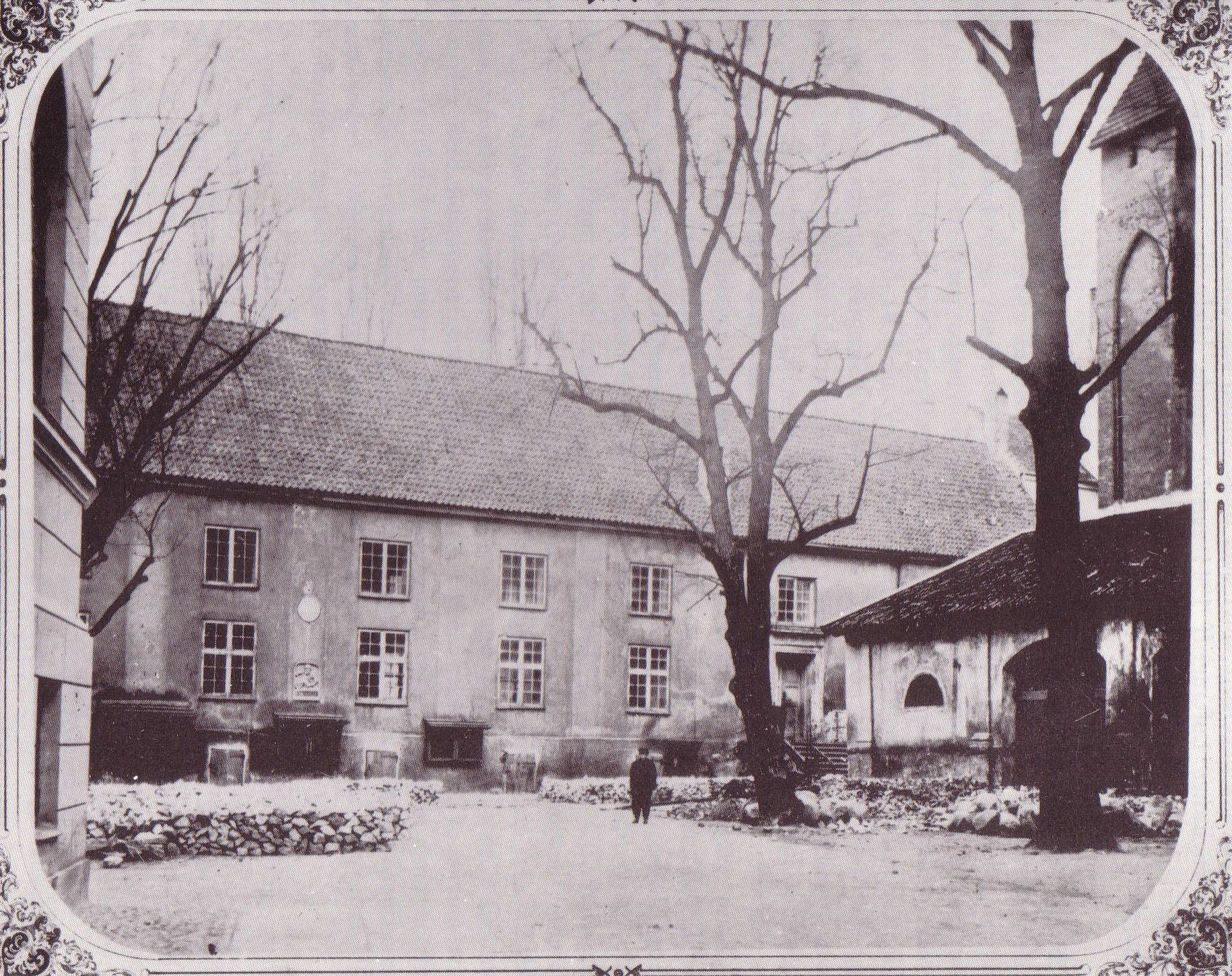
A Stoa Kantiana (a kép jobb sarkában)
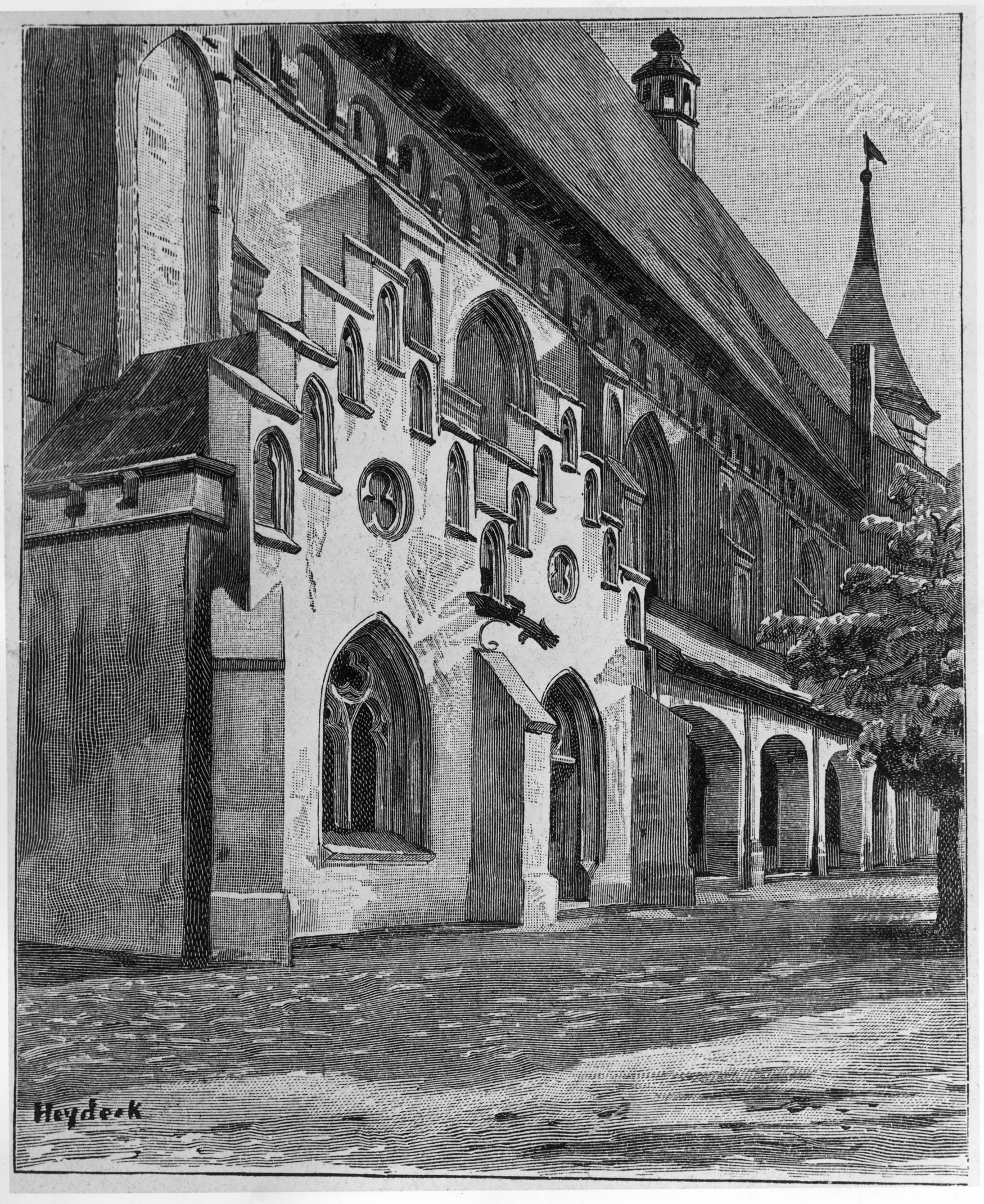
A neogót kápolna
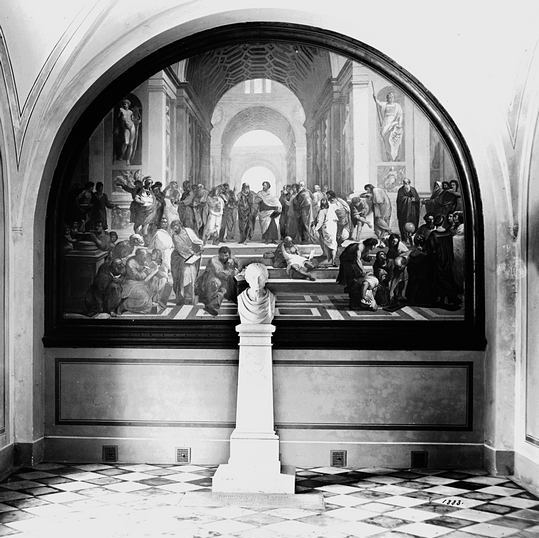
A kápolna belseje
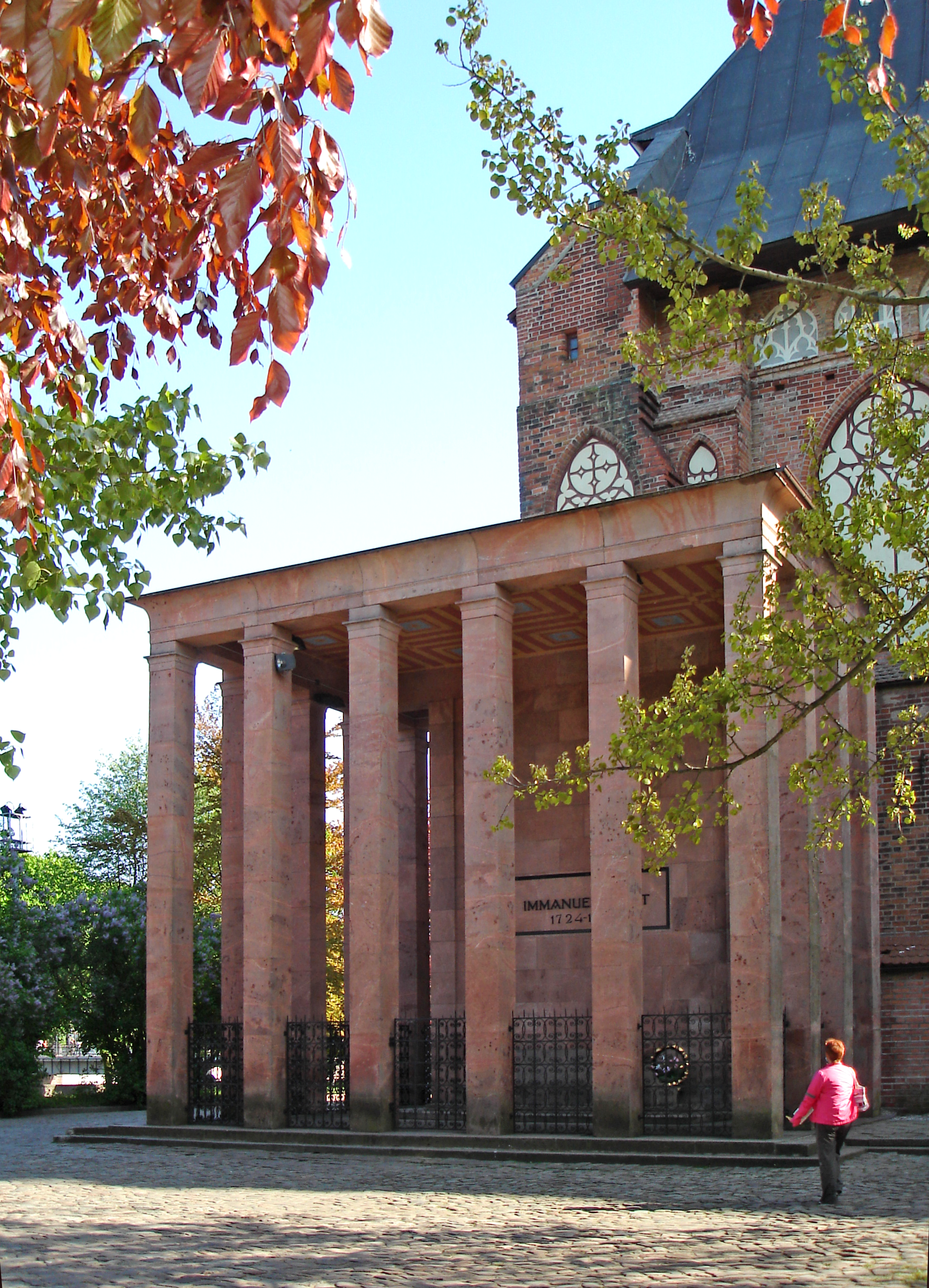
A kenotáfium mai képe
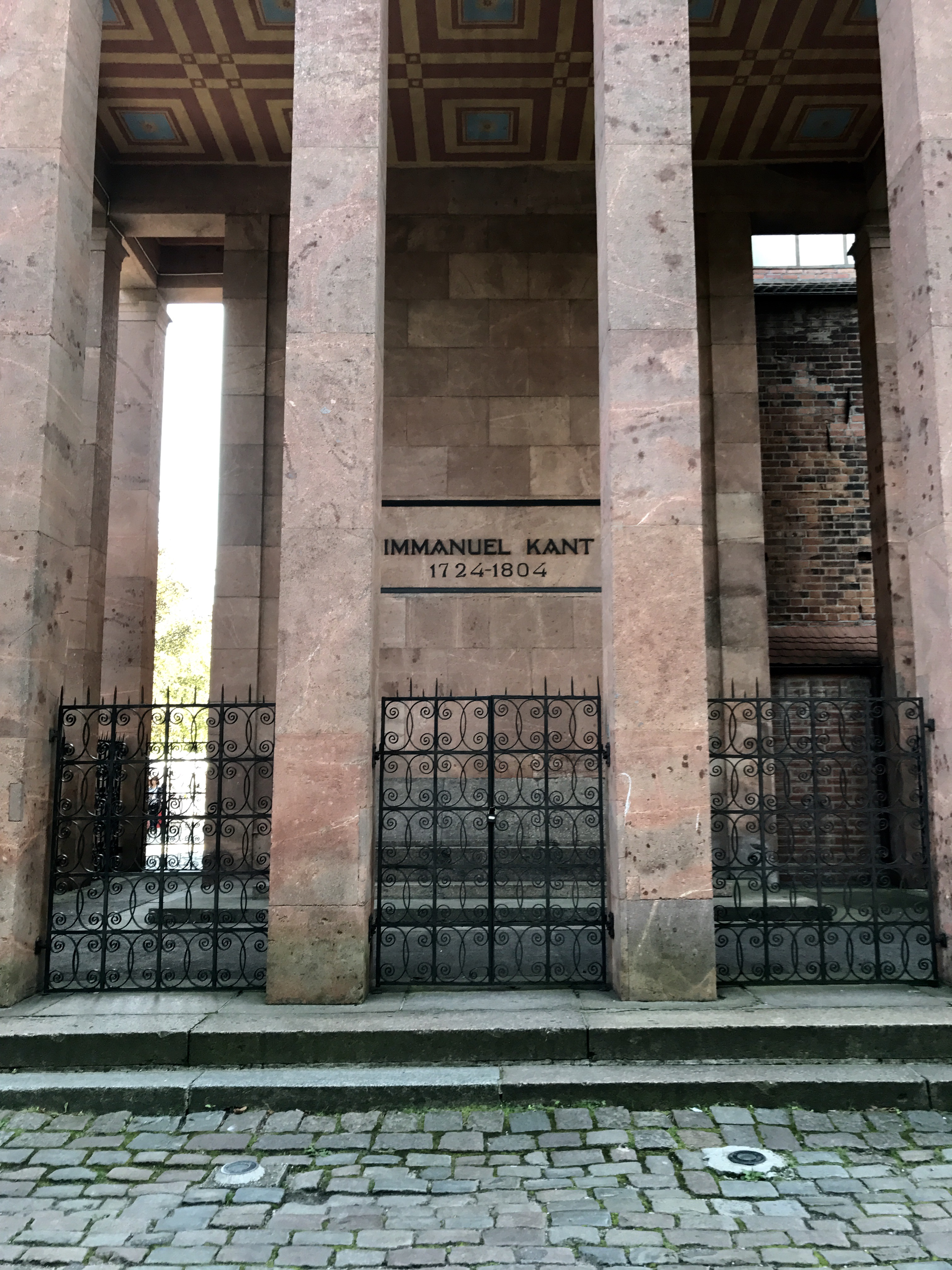

## Fordítás
Ez a szócikk részben vagy egészben  a   Königsberger Dom című német Wikipédia-szócikk fordításán alapul.  Az eredeti cikk szerkesztőit annak laptörténete sorolja fel. Ez a jelzés csupán a megfogalmazás eredetét és a szerzői jogokat jelzi, nem szolgál a cikkben szereplő információk forrásmegjelöléseként.